# 158P/Kowal-LINEAR
158P/Kowal-LINEAR è una cometa periodica appartenente alla famiglia delle comete gioviane.

## Storia della scoperta
Charles Thomas Kowal il 24 luglio 1979 scopre una cometache viene persa prima che si possa stabilire che tipo di orbita seguisse. Oltre 22 anni dopo, il 12 settembre 2001, nel corso delle ricerche svolte dal programma LINEAR viene scoperto un asteroide che viene denominato 2001 RG100; dopo altri due anni viene scoperto che questo asteroide è in effetti una cometa. Pochi giorni dopo l'astronomo giapponese Syuichi Nakano annuncia che le due comete, 1979h Kowal e P/2001 RG100 LINEAR, sono un'unica cometa.